# جبهه سیاه
جبههٔ سیاه (به آلمانی: Schwarze Front) گروهی سیاسی بود که توسط اتو اشتراسر و پس از اخراج وی از حزب نازی در سال ۱۹۳۰ میلادی تشکیل شد.
اشتراسر معتقد بود که هیتلر به اصل اندیشه‌های سوسیالیستی حزب نازی خیانت کرده‌است، اعضای این گروه متشکل از اعضای افراطی سابق حزب نازی بودند که تلاش داشتند شکافی در حزب ایجاد کنند. در واقع، کل اشتراسریسم بر عقیدهٔ حمایت از سوسیالیسم نسبت به ناسیونالیسم اهمیت بیشتری می‌دهد، ولی نازی‌های هیتلری در واقع ناسیونالیسم را مهم‌تر از سوسیالیسم می‌دانند. دیگر تفاوت این که اشتراسریست‌ها برخلاف نازی‌های هیتلری معتقدند که فقط انقلاب می‌تواند موجب برپایی حکومت ناسیونال سوسیالیستی شود. امروزه نیز بسیاری از افراد در کشورهایی که نازی‌ها و فاشیست‌های جدید در آنجا فعال‌اند به اشتراسریسم روی آورده‌اند.
این گروه در مخالفت با حزب نازی چندان مؤثر نبود و با دست‌یابی نازی‌ها به قدرت، عملاً فروپاشید. اشتراسر سال‌های تبعید را ابتدا در چکسلواکی و سپس در کانادا گذراند. عدهٔ زیادی از اعضای این گروه در شب دشنه‌های بلند به قتل رسیدند. یکی از این افراد گرگور اشتراسر برادر اتو اشتراسر بود.